# 発明推進協会
一般社団法人発明推進協会（はつめいすいしんきょうかい、英文名称：Japan Institute for Promoting Invention and Innovation、略称：JIPII）は、特許等の知的財産権制度の普及啓発事業、図書刊行事業、知的財産権に関する国からの受託事業を実施する法人。公益法人制度改革に伴い、社団法人発明協会を改組し、公益事業を実施する公益社団法人発明協会と収益事業を実施する一般社団法人発明推進協会に分離した。

## 概要
東京都港区に本部を置き、公益社団法人発明協会及び全国46道府県の各発明協会とともに発明協会グループを形成する。

## 沿革
- 1904年（明治37年） - 農商務大臣清浦奎吾、特許局長久米金弥らにより「工業所有権保護協会」として創立。
- 1906年（明治39年） - 公益法人の認定を受け、社団法人に改組。
- 1910年（明治43年） - 「帝国発明協会」に改称。
- 1936年（昭和11年） - 全国の発明奨励団体を統合。
- 1936年（昭和11年） - 高松宮宣仁親王が総裁となる。
- 1947年（昭和22年） - 「発明協会」に改称。
- 1964年（昭和39年） - 特定公益増進法人に認定される。
- 1968年（昭和43年） - 常陸宮正仁親王が総裁となる。
- 2011年（平成23年）4月 - 発明協会の各道府県支部がそれぞれ独立した組織となる。東京支部は本部に統合される。
- 2012年（平成24年）4月1日 - 社団法人発明協会を改組し、一般社団法人発明推進協会、及び、公益社団法人発明協会が発足。

## 事業
- 知的財産に関する研修の実施
- 知的財産に関するワンストップサービス
コンサルティング、先行技術調査、特許マップ作成等の知的財産に関する様々なサービスワンストップで提供している。
- 特許公報類の販売・発行
特許庁が発行した「特許公報」を販売するとともに、独自に加工した「合本公報」、「分冊公報」等を発行している。
- 知的財産に関するセミナーや説明会の開催
- 知的財産に関する調査研究事業
- 公開技報の発行
特許権を取得する必要はないが、他社の権利化を阻止するために公知化したい技術を掲載する「公開技報」を発行するとともに、発行した「公開技報」をインターネット上で検索する「公開技報WEBサービス」を提供している。
- 知的財産に関する書籍の出版
「工業所有権法（産業財産権法）逐条解説」、「工業所有権（産業財産権）法令集」、月刊「発明」をはじめとする知的財産関連の書籍、雑誌、オーディオブックを出版している。

## 組織
- 会長・代表理事
  - 中嶋誠

### 主な歴代会長
- 社団法人発明協会
  - 阪谷芳郎
  - 畠山一清 - 恩賜発明賞の別称「畠山一清賞」に名を残す。
  - 井深大
  - 松下幸之助
  - 豊田章一郎
- 一般社団法人発明推進協会
  - 山口範雄

### 地域協会
- 一般社団法人北海道発明協会
- 一般社団法人青森県発明協会
- 一般社団法人岩手県発明協会
- 一般社団法人宮城県発明協会
- 秋田県発明協会
- 一般社団法人山形県発明協会
- 一般社団法人福島県発明協会
- 茨城県発明協会
- 一般社団法人栃木県発明協会
- 一般社団法人群馬県発明協会
- 一般社団法人埼玉県発明協会
- 一般社団法人千葉県発明協会
- 一般社団法人神奈川県発明協会
- 一般社団法人長野県発明協会
- 山梨県発明協会
- 一般社団法人静岡県発明協会
- 一般社団法人新潟県発明協会
- 一般社団法人愛知県発明協会
- 一般社団法人岐阜県発明協会
- 一般社団法人三重県発明協会
- 一般社団法人富山県発明協会
- 一般社団法人石川県発明協会
- 一般社団法人福井県発明協会
- 一般社団法人滋賀県発明協会
- 一般社団法人京都発明協会
- 一般社団法人大阪発明協会
- 一般社団法人兵庫県発明協会
- 一般社団法人奈良県発明協会
- 一般社団法人和歌山県発明協会
- 一般社団法人鳥取県発明協会
- 一般社団法人島根県発明協会
- 一般社団法人岡山県発明協会
- 一般社団法人広島県発明協会
- 一般社団法人山口県発明協会
- 一般社団法人徳島県発明協会
- 一般社団法人香川県発明協会
- 一般社団法人愛媛県発明協会
- 一般社団法人高知県発明協会
- 一般社団法人福岡県発明協会
- 佐賀県発明協会
- 一般社団法人長崎県発明協会
- 熊本県発明協会
- 一般社団法人大分県発明協会
- 一般社団法人宮崎県発明協会
- 一般社団法人鹿児島県発明協会
- 一般社団法人沖縄県発明協会